# Сан-Висенте (вулкан)
Сан-Висенте (исп. San Vicente), другие названия «Чичонтепек» и «Лас-Чичес» — вулкан, расположенный в центральной части Сальвадора, на границе департаментов Сан-Висенте и Ла-Пас, в нескольких километрах к юго-западу от города Сан-Висенте. Это второй по высоте вулкан Сальвадора после вулкана Санта-Ана, его высота — 2173 м над уровнем моря.
Название вулкана «Чичонтепек» переводится с языка науат индейского народа пипили как «гора двух грудей», так как две вершины вулкана со стороны напоминают груди женщины. Обе вершины представляют собой правильные конусы, почти равные по высоте (2173 и 2083 м.), заканчивающиеся открытыми на восток кратерами.
Вулкан покрыт плотным массивом лесов. На южном склоне, у основания вулкана, существуют несколько термальных источников, известные своими целебными свойствами. Из-за серного пара их называют «Infernillos» («маленький ад»). В направлении севера простирается долина Рио-Хибоа, одна из самых доходных сельскохозяйственных областей Сальвадора.
Сан-Висенте — спящий стратовулкан. Сообщения об исторических извержениях в 1643 и 1835 годах оказались ложными. Установлено, что последнее существенное извержение произошло более 1700 лет назад.
После начала в 1980 году гражданской войны в Сальвадоре на склоне вулкана была открыта первая школа ФНОФМ (в ней учили детей партизан ФНОФМ и перешедших на нелегальное положение и вынужденных скрываться сторонников ФНОФМ). Изначально, она состояла из одного класса, в котором училось только 25 детей. В дальнейшем количество учеников увеличилось. В 1982 году учебная программа состояла из пяти предметов - грамматика испанского языка, чтение и письмо, арифметика, география и история..
9 августа 1995 года в вулкан врезался самолет Боинг-737, направлявшийся из Гватемалы в Сан-Сальвадор. Погибло 58 пассажиров и 7 членов команды.